# San Martín de Real
Real (llamada oficialmente San Martiño do Real) es una parroquia y una aldea española del municipio de Samos, en la provincia de Lugo, Galicia.

## Otras denominaciones
La parroquia también es conocida por el nombre de San Martín de Real.

## Organización territorial
La parroquia está formada por dos entidades de población:
- San Martiño do Real
- Vilar do Real

## Demografía

### Parroquia
| Gráfica de evolución demográfica de Real (parroquia) entre 2000 y 2021 |
|                                                                        |
| Datos según el nomenclátor publicado por el INE.                       |

### Aldea
| Gráfica de evolución demográfica de San Martiño do Real (aldea) entre 2000 y 2021 |
|                                                                                   |
| Datos según el nomenclátor publicado por el INE.                                  |